# Табаре Васкес
Табаре Рамон Васкес Росас (ісп. Tabaré Ramón Vázquez Rosas; нар. 17 січня 1940, Монтевідео, Уругвай — 5 грудня 2020) — президент Уругваю з 1 березня 2005 до 1 березня 2010. 30 листопада 2014 кандидат від лівої владної коаліції Табаре Васкес вдруге після 5-річної перерви обраний президентом Уругваю.
Онколог за професією, Васкес — член лівоцентристського Широкого фронту. Мав галісійське походження.

## Біографія
У 1972 р. Васкес закінчив медичний факультет Університету Уругваю, в 1976 р. був удостоєний гранту від французького уряду. У 1990–1995 рр. — мер Монтевідео, перший від своєї партії. У 1994 р. був кандидатом у президенти Уругваю, але набрав лише 30,6 % і програв. У 1996 р. обраний лідером Широкого фронту, змінивши Лібера Сереньї. У 1999 знову брав участь у виборах, але, набравши в другому турі 45,9 %, програв Хорхе Батльє Ібаньєсу. У 2004 р., отримавши 51,7 %, був обраний першим президентом Уругваю, що не належить ні до ліберальної партії Колорадо, ні до правої — Бланко.
Як президент, Васкес проводив у життя програму Широкого фронту, виступаючи за реформування системи оподаткування, збільшення соціального захисту населення, в тому числі допомоги продовольством і збільшення підтримки охорони здоров'я. Васкес активно налагоджував зовнішньополітичні зв'язки, в тому числі в Південно-Східній Азії. За його президентства, проводилося активне розслідування злочинів військової хунти 1970-х. Завдяки діям керівника зовнішнього відомства Рейнальдо Гаргано були відновлені дипломатичні відносини з Кубою. Парламент намагався провести закон про легалізацію абортів, заборонених в Уругваї з 1938 р. Васкес, проте, неодноразово оголошував про те, що він може використовувати право вето в разі незгоди з парламентом.
Наприкінці 2009 року, новим президентом країни було обрано Хосе Мухіка, і 1 березня 2010 - Табаре Васкес завершив президентську діяльність.
Помер 5 грудня 2020 року в м. Монтевідео, у віці 80 років.

## Нагороди
- Кавалер ордена Заслуг (Катар; 2.5.2007)
- Кавалер великого хреста Національного ордена Сан-Лоренцо (Болівія; 7.9.2010)

## Захоплення
У 1979–1989 роках, Васкес, як відомий шанувальник футболу, був головою ФК «Прогресо», який у 1989 р. став в перший і єдиний раз - чемпіоном Уругваю.